# 2020 FY30

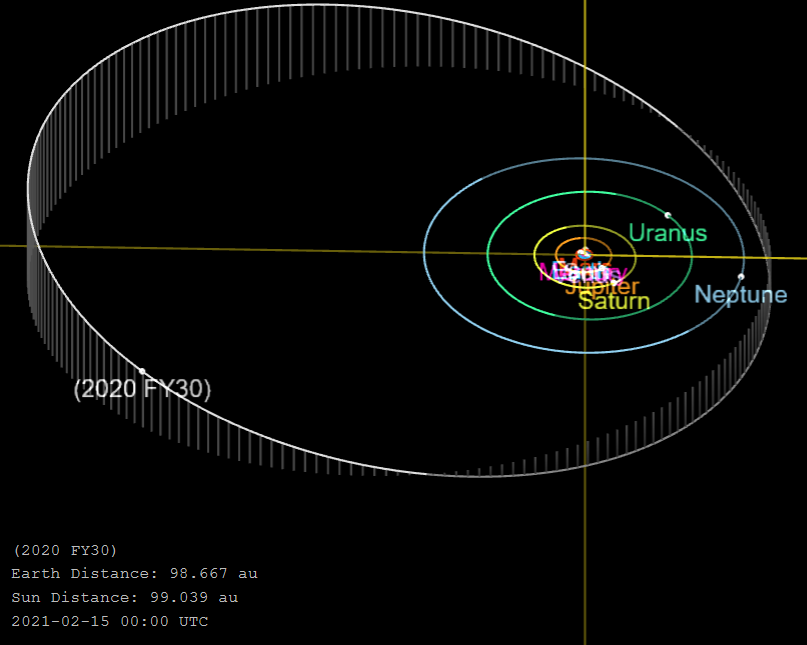
の軌道

2020 FY30とは、2020年3月24日にスコット・S・シェパード、デイヴィッド・トーレン、チャドウィック・トルヒージョによって太陽から99.0天文単位 (1.481×1010 km)離れた位置で発見された遠方の太陽系外縁天体である。2021年2月14日に発表された、太陽から最も遠い太陽系天体の1つである。